# Yōtei-zan
Der Yōtei-zan (jap. 羊蹄山, 1898 m) ist ein aktiver Schichtvulkan im Südwesten der japanischen Insel Hokkaidō, innerhalb des Shikotsu-Tōya-Nationalparks gelegen. Er befindet sich im Landkreis Abauta, knapp 5 Kilometer nordöstlich von Niseko sowie 4½ Kilometer südöstlich von Kutchan. Da die Form des Vulkans an Japans bekanntesten Vulkan, den Fuji, erinnert, wird er auch „Fuji von Hokkaidō“ oder Ezo-Fuji genannt – „Ezo“ ist eine alte Bezeichnung für Hokkaidō. Ein weiterer Name ist Shiribeshi-yama (後方羊蹄山), in Ainu wird er Makkari-Nupuri genannt.
Der symmetrische Vulkan ist sehr auffällig und weithin sichtbar, da er seine Umgebung um  etwa 1500 Meter überragt. Der Hauptkrater misst 700 Meter im Durchmesser, dieser ist an der Nordwestseite durch kleinere Krater durchbrochen. Tiefe radiale Runsen durchschneiden die Flanken des Vulkankegels.
Mit tephrochronologischen Methoden, also durch Untersuchen der pyroklastischen Ablagerungsschichten, wurde der letzte Ausbruch auf das Jahr 1050 v. Chr. datiert, weitere 2500 Jahre zuvor gab es eine weitere Eruption. Der Vulkan ist vorwiegend aus Basaltandesit und Dazit aufgebaut.
Der Vulkan zählt zu den 100 berühmtesten Bergen Japans.

## Besteigung
Ein möglicher Ausgangspunkt für eine Besteigung des Yōtei-zan ist der Hangetsu-See im Nordwesten des Vulkans, nahe Hirafu, zwischen Niseko und Kutchan gelegen. In einer etwa vierstündigen Wanderung kann man von dort den Kraterrand erreichen. Die drei Gipfelkrater werden „Vater-Caldera“, „Mutter-Caldera“ und „Kleine Caldera“ genannt. Man kann den Hauptkrater in einer zwei Kilometer langen Wanderung umrunden.
Im Winter ist bei guten Bedingungen auch eine Besteigung im Rahmen einer Skitour möglich, auch in den Hauptkrater kann abgefahren werden. Da der Gipfelbereich starken Winden ausgesetzt ist, kann die Lawinengefahr allerdings im oberen Teil des Anstiegs beträchtlich sein.